# Christian Lage
Pour les articles homonymes, voir Lage.
Christian Lage est un syndicaliste français né à Meuzac (Haute-Vienne) en 1957.
En 1989, il obtient le Certificat d'aptitude au professorat des lycées professionnels du deuxième grade (CAPLP 2) et adhère au Snetaa. Il devient bientôt secrétaire de la section académique de Limoges. 
En 2004, il est élu secrétaire général du Snetaa. En mai 2007, il est réélu en pour un second mandat de trois ans.